# فرشیدورد پسر ویسه
فَرشیدوَرد این نام در اوستا به صورتfarsh  amwareta آمده است. نام چندین تن از شخصیت‌های شاهنامه فردوسی است‌. از جمله یکی از برادران پیران است که در جنگ دوازده رخ پس از کشته شدن پیران به همراه برادر دیگر خود لهاک گریخت. گستهم پسر گژدهم آ‌ن‌دو را تعقیب کرد و کشت. لهاک و فرشیدورد آخرین افراد خانواده ویسگان بودند که بر سر جنازه کشتگان آمدند:
| برفتند لهّاک و فرشیدورد |  | بدانجا که بُـد جایگاه نبرد |

## فرشیدورد در شاهنامه
چون نبرد یازده تن تورانی با یازده تن ایرانی پایان یافت و دیده‌بان تورانیان درفش را سرنگون دید به اردوگاه آمد و گزارش داد، در این زمان فقط دو تن از خانواده ویسه، لهاک و فرشیدورد باقی مانده بودند که به سپاهیان توران سه پیشنهاد نمودند. اوّل تسلیم شدن سپاه، دوم برگشت به خیمه‌گاه و ادامه جنگ ، سوم برگشت به موطن خویش. بزرگان لشکر تسلیم را برگزیدند و لهاک و فرشیدورد را بحال خود باقی گذاشتند تا برگردند، همراه ایشان ده تن دیگر متواری شدند ولی آنها در دام نگهبانان ایرانی گرفتار و هلاک شدند.
گودرز که از فرار لهاک و فرشیدورد آگاهی یافت، در بین لشکر به دنبال داوطلب برای کشتن آنها می‌گردد، کسی جز گستهم پسر گژدهم داوطلب نمی‌شود. گستهم پسر گژدهم از گودرز اجازه یافت، تا آنها را تعقیب و به هلاکت برساند. از سوی دیگر چون او تنها به جنگ دو تورانی شتافت بیژن نیز به کمک گستهم پسر گژدهم روانه شد و زمانی به او رسید که گستهم پسر گژدهم آن دو را کشته و خود جراحت عمیق داشت بطوریکه اگر بیژن بداد او نرسیده بود او نیز مرده بود. جنگ دوازده رخ با رساندن گستهم پسر گژدهم مجروح نزد کیخسرو که او هم تازه به اردوگاه جنگ ملحق شده بود، پایان می‌یابد و متعاقب آن جنگ بزرگ کیخسرو آخرین جنگ ایران و توران آغاز می‌شود:
| به زیبد ببـُد یک هفته نیز   |  | درم داد و دینار و هر گونه چیز |
| فرستاد هر سو فرستادگان     |  | به نزد بزرگان و آزداگان       |
| چو از جنگ پیران شدی بی‌نیاز |  | یکی رزم کیخسرو اکنون بساز     |